# Elisabeth Zurgilgen
Elisabeth «Sabi» Zurgilgen (* 17. August 1955) ist eine Schweizer Schriftstellerin und Hochschuldozentin.

## Leben
Zurgilgen ist in Sarnen im Kanton Obwalden aufgewachsen, wo sie 1975 an der Kantonsschule Obwalden ihre Matura ablegte. Sie studierte von 1975 bis 1983 Germanistik und Pädagogik an der Universität Bern mit dem Abschluss Lic. phil. Von 1982 bis 1983 besuchte sie die Ringier-Journalistenschule in Zofingen und absolvierte ab 2006 die Weiterbildung CAS Beratung in der Praxis am Institut für Angewandte Psychologie der Zürcher Hochschule für Angewandte Wissenschaften.
Sie war redaktionelle Mitarbeiterin und freie Journalistin bei verschiedenen Innerschweizer Zeitungen, der Weltwoche, der Ostschweiz, der NZZ und von 1993 bis 1998 bei der Neuen Luzerner Zeitung. Sie machte eine Neukonzipierung des Obwaldner Wochenblatts, dessen Redaktion sie von 1998 bis 2002 leitete. Von September 2002 bis Ende 2018 war Zurgilgen Dozentin für Kommunikation Deutsch an der Hochschule Luzern – Wirtschaft.
Elisabeth Zurgilgen ist seit 1997 als Autorin für Radio SRF 1 tätig, zunächst für die Rubrik «Zum neuen Tag» und danach als Erzählerin der Morgengeschichten. 2012 erschien das Hörbuch Fligelschlag mit ihren Morgengeschichten von 2002 bis 2012.
Zurgilgen hat einen Sohn und eine Tochter. Sie ist mit Luke Gasser befreundet.

## Auszeichnungen
- 2018: Werkbeitrag der Literaturförderung der sechs Zentralschweizer Kantone[4]
- 2022: Obwaldner Kulturpreis: «für das literarische Werk der Sarner Autorin, das von einer unbändigen und kontinuierlichen Liebe zum Erzählen geprägt ist.»[5][6]

## Werke (Auswahl)
Zurgilgen ist Autorin zahlreicher Porträts, Hörspiele, Musicaltexte und Geschichten. Im Jahr 2014 erschien ihr erster Roman Kein Land für alte Frauen, danach die beiden Fortsetzungen Kein Wunder, dass es bebt und Solange sie die Trommel schlagen.
- Der Ausfall 1998. Ein Kulturprojekt von Luke Gasser, mit Beiträgen von Franz Hohler, Elisabeth Zurgilgen, Pirmin Meier, Dominik Brun und Hanspeter Niederberger.
- Sabi Zurgilgen: «Einer muss die Ereignisse dokumentieren». In: Christof Hirtler (Fotografien); Heidy Gasser, Marbeth Reif, Sabi Zurgilgen, Peter Ming, Hanspeter Niederberger (Texte): Menschenbilder. Portraits von Obwaldnerinnen und Obwaldnern. Landenberg Verlag, Sarnen 1991, S. 12–21.
- Taxi nach Hellas: Kurzgeschichten, Verlag Martin Wallimann, Alpnach 1993, ISBN 978-3-9520271-3-4.
- Elisabeth Zurgilgen et al. (Text), Joseph, Sepp und Daniel Reinhard (Fotos): Katastrophen-Sepp: die Obwaldner Fotografen-Dynastie Reinhard, Verlag Brunner Edition Magma, Kriens 2001, ISBN 3-905198-60-6.
- Das Spiegelschiff, Verlag Brunner Edition Magma, Kriens 2005, ISBN 978-3-03727-003-5.
- Schneefallgrenze: Verbotene Geschichten, Lava-Verlag, Lungern 2010, ISBN 978-3-9523646-0-4.
- Kein Land für alte Frauen, Roman, Lava-Verlag, Lungern 2014, ISBN 978-3-9523646-2-8.
- Kein Wunder, dass es bebt, Roman, Lava-Verlag, Lungern 2016, ISBN 978-3-9523646-3-5.
- Solange sie die Trommel schlagen, Roman, Lava-Verlag, Lungern 2018, ISBN 978-3-9523646-4-2.
- Zeit der Arche, Roman, Lava-Verlag, Lungern 2020, ISBN 978-3-9523646-6-6.
- Das Rauschen der Leben, Roman, Immertag-Erzähl-Manufaktur, Lungern 2024, ISBN 978-3-033-10904-9.